# Cheryl Lynn
Cheryl Lynn (Smith) (Los Angeles, 11 maart 1957) is een Amerikaanse disco- en soulzangeres.

## Biografie
Cheryl Lynn begon als klein meisje te zingen in een kerkkoor. Een optreden in de spelshow The Gong Show bezorgde de zangeres in 1976 grote aandacht. Een verbintenis als «Wicked Witch of the West» in de musical The Wiz volgde nog in hetzelfde jaar. In 1977 tekende ze een platencontract bij Columbia Records en tijdens het opvolgende jaar wordt ze als gastzangeres geboekt voor de song Georgy Porgy van Toto.
In 1978 lukte Lynn met de single Got to Be Real en haar debuutalbum Cheryl Lynn onverwachts de doorbraak in de Amerikaanse showbusiness. Voor beide werken kreeg ze de goudstatus. Got to Be Real bewees zich bovendien als discoklassieker en is ook te vinden op talloze compilaties en soundtracks. De muziekzender VH1 verkoos de song op positie 21 van de grootste dancesongs aller tijden. Bovendien werd de song in 2005 opgenomen in de Dance Music Hall of Fame. In de pophitlijsten van haar thuisland kon ze desondanks niet evenaren aan dit succes en Got to Be Real bleef haar enige top 40-hit. In de r&b-hitlijsten behoort ze daarentegen tot eind jaren 1980 tot de vaste grootheden met in totaal 18 hits. Naast Got to Be Real behaalde Lynn daar begin 1984 nog een nummer één met Encore. Tot haar andere top 10-successen behoren Shake it Up Tonight (1981), het duet If This World Were Mine met Luther Vandross (1982) en uiteindelijk Every Time I Try to Say Goodbye (1989).
Vandross produceerde in 1982 ook haar lp Instant Love en drie jaar later ging ze met deze op tournee door de Verenigde Staten. De in hetzelfde jaar uitgebrachte lp It's Gonna Be Right was zonder twijfel de eerste in haar carrière, die de sprong in de top 200 miste. Tot het eind van de decennium verschenen verdere min of meer succesvolle platen. De titelsong van haar lp Whatever it Takes (1989) was tevens haar laatste hit in de Amerikaanse r&b-hitlijsten (nummer 26).
Ofschoon Lynn ook tijdens de volgende decennia actief bleef in de muziekbusiness, bracht ze slechts sporadisch platen uit. Als achtergrondzangeres werkte ze o.a. voor Richard Marx (de albums Rush Street en Paid Vacation) en Luther Vandross (Your Secret Love). Begin 1995 tekende Lynn een contract bij het onafhankelijke Japanse label Avex Trax, dat vervolgens drie remixalbums en uiteindelijk ook de nieuwe studio-cd Good Time uitbracht, waarvan ongeveer 100.000 exemplaren werden verkocht.
23 Jaar na Lynns grootste hit Got to Be Real werd de song in 2001 onderscheiden met platina. Drie jaar later schreef de zangeres samen met Jimmy Jam en Terry Lewis de song Sweet Kind of Life voor de soundtrack van Shark Tale. In 2008 volgde Lynns optreden in het kader van de concertavond David Foster & Friends, die later ook werd uitgebracht op de daarbij behorende dvd.

## Discografie

### Singles
- 1978:	Got to Be Real
- 1979:	Star Love
- 1979: Georgy Porgy (met Toto)
- 1981:	Shake It Up Tonight
- 1982: Instant Love
- 1982: If This World Were Mine (met Luther Vandross)
- 1983: Encore
- 1985:	Fidelity
- 1996:	Good Time

### Studioalbums
- 1978:	Cheryl Lynn
- 1979:	In Love
- 1981:	In the Night
- 1982:	Instant Love
- 1983:	Preppie
- 1985: It's Gonna Be Right
- 1987: Start Over
- 1989: Whatever It Takes
- 1995: Good Time
- 1996: Got to Be Real: The Best of

- Biblioteca Nacional de España: XX5020019
- Bibliothèque nationale de France: cb14201256g (data)
- Gemeinsame Normdatei: 134450310
- International Standard Name Identifier: 0000 0001 0653 0019
- Library of Congress Control Number: n92060289
- MusicBrainz: c2b8f775-455c-44c3-97ca-f377938da19e
- Virtual International Authority File: 9040199
- WorldCat: E39PBJrC8Bx6DjBBjtrpWYbWXd